# 内马尼亚·斯托伊奇
内马尼亚·斯托伊奇（羅馬化：Nemanja Stojić，1998年1月15日—），塞尔维亚职业足球运动员，司职中后卫，现效力于贝尔格莱德红星。

## 荣誉记录

### 个人
- 塞超赛季最佳阵容（英语：Serbian SuperLiga Team of the Season）：2023–24（英语：2023–24 Serbian SuperLiga#Awards）[3]